# Fara v Horní Pěně
Fara v Horní Pěně s číslem popisným 1 je barokní budova, vystavěná v 16. století. Od roku 1963 patří mezi kulturní památky.

## Popis
Fara v Horní Pěně leží severně od kostela svatého Michaela. Její areál je tvořen rozsáhlým hospodářským dvorem, obytnou budovou, stodolou, stájemi a dnes zřícenými chlévy. Areál je obehnaný ohradní zdí. Po roce 2010 dostala obytná budova novou střechu, přesto do některých budov stále zatéká a omítky jsou zvětralé. I přes probíhající opravy jsou některé části areálu stále v havarijním stavu. Obytná budova je patrová dvoukřídlová se sedlovými střechami. V přízemí se nachází valené klenby s výsečemi, klášterní klenby s trojbokými výsečemi a křížové klenby. Za obytnou budovou se rozprostírá zahrada s dřevěným altánkem, ohradní zeď kolem zahrady je z většiny zřícená. Severně od průjezdu se nachází sedlový portál. V prvním patře se nalézají autentické truhlářské výrobky a dvě místnosti jsou zde zdobeny štukovými zrcadly. V severovýchodní místnosti patra jsou klasicistní dveře s původním kováním. Stropy jsou v patře ploché.

## Historie
Fara byla vystavěna ve 16. století. Sloužila jako sídlo římskokatolické farnosti Horní Pěna. K první, barokní přestavbě došlo roku 1732. Další úpravy probíhaly v 18. a 19. století, z této doby pochází vnější prvky obytné budovy fary. V roce 2003 byla poskytnuta dotace na nejnutnější opravy areálu. Fara je od roku 2010 v soukromém vlastnictví.